# Черёмушки (Кемеровская область)
Черёмушки — посёлок в Кемеровском районе Кемеровской области, входит в Щегловское сельское поселение.

## География
Находится в 20 километрах на север от города Кемерово (по шоссе — около 28), высота над уровнем моря 138 м, ближайшие населённые пункты: Барановка в 2,5 км на северо-восток и Щегловский в 4 км на юг. В посёлке 4 улицы и переулок:
- Ул. Полевая
- Ул. Центральная
- Ул. Школьная
- Ул. Шоссейная
- Пер. Луговой

## История
В 1964 г. Указом Президиума ВС РСФСР поселок бригады № 2 совхоза «Щегловский» переименован в Черёмушки.

## Население
| 2010 |
| ---- |
| 286  |